# Leda Maria Martins
Leda Maria Martins (Rio de Janeiro, 25 de junho de 1955) é uma poeta, ensaísta, acadêmica e dramaturga brasileira. Atualmente mora em Belo Horizonte onde leciona na Faculdade de Letras da Universidade Federal de Minas Gerais UFMG (FALE).  Foi também professora convidada da New York University.
Publicou diversos artigos e livros em periódicos brasileiros e estrangeiros, além do livro Os Dias Anônimos, de poesia, pela editora 7 Letras. Faz parte do Conselho Estadual de Política Cultural de Minas Gerais.

## Estudos
Formou-se na UFMG em 1977, em Letras. Fez mestrado na Indiana University, com a dissertação "O moderno teatro de Qorpo Santo", finalizado em 1981. De volta à UFMG, em 1991 defendeu a tese de doutorado intitulada "A cena em sombras: expressões do teatro negro no Brasil e nos EUA". Realizou 3 pós-doutorados: por duas vezes na New York University e um na Universidade Federal Fluminense.

## Professora
Começou a lecionar em 1981 na Universidade Federal de Ouro Preto como professora assistente. Desde 1993 é professora da Universidade Federal de Minas Gerais, sendo professora Associada II.
Renomada pesquisadora da cultura afro-brasileira, desenvolveu entre outros projetos de pesquisa, os seguintes: O Palco em Negro: estudo da dramaturgia e da escritura cênicas contemporâneas de matizes afrodescendentes; Performances do Movimento: a escritura cênico-dramática do rito no Congado; Performances do tempo espiralar; Afro-descendências: raça e etnia na cultura brasileira.

## Principais obras
- O Moderno Teatro de Qorpo-Santo, 1991;
- A cena em sombras., 1995;
- Afrografias da memória: O Reinado do Rosário no Jatobá., 1997;[6]
- Os dias anônimos, 1999.